# ویلیام ای. دانمیر
ویلیام ای. دانمیر (انگلیسی: William E. Dannemeyer؛ زادهٔ ۲۲ سپتامبر ۱۹۲۹ - درگذشته ۹ ژوئیهٔ ۲۰۱۹) یک سیاست‌مدار محافظه کار و وکیل اهل ایالات متحده آمریکا و از منتقدان همجنسگرایی بود.

## زندگی‌نامه
دانمیر در لانگ بیچ کالیفرنیا به دنیا آمد. او در لوس آنجلس تحصیل کرد. او در سال ۱۹۵۰ مدرک وکالت خود را از کالج هستینگ در دانشگاه کالیفرنیا دریافت کرد. در نوامبر ۱۹۷۸ او به عنوان یک جمهوریخواه به کنگره آمریکا راه یافت و ۶دوره پیاپی عضو آن بود. او به شدت محافظه کار بود.
دانمیر یکی از منتقدین جدی همجنسگرایی بود و در سال ۱۹۸۹ در کنگره سخنرانی شدیدی علیه آن ارائه کرد.
دانمیر به تئوریهای توطئه یهودی اعتقاد داشت و معتقد بود یهودیان در تلاش برای کنترل تمامی دنیا هستند. او در سایت اینترنتی خود نوشت: «هدف اصلی یهودیان صهیونیست و نظم نوین جهانی آنان دقیقاً همان است که وقتی عیسی روی زمین بود است - برای نابودی مسیح - و پیروان او».